# Thymoites
Thymoites là một chi nhện trong họ Theridiidae.